# Orchomenos (Boeotië)
Orchomenos (Grieks: Ορχομενός; Latijn: Orchomenus; Nederlands, verouderd: Orchomeen of Orchomene) is een stad en sinds 2011 een fusiegemeente (dimos) in de Griekse bestuurlijke regio (periferia) Centraal-Griekenland. De plaats ligt aan de Boeotische Cephisus.
De twee deelgemeenten (dimotiki enotita) van de fusiegemeente zijn:
- Akraifnia (Ακραιφνία)
- Orchomenos (Ορχομενός)

De plaats is decor van veel vroeg-Griekse mythen. Het zou een voorname stad van de Minyers geweest zijn. Het wordt voor het eerst genoemd in de Catalogus van de Schepen in de Ilias en was de belangrijkste stad van Boeotië en de eerste die munten uitgaf tot de opkomst van Thebe. Het werd in 364 v.Chr. verwoest door de Boeotische Bond en is daarna nooit meer groter geworden dan een dorp.

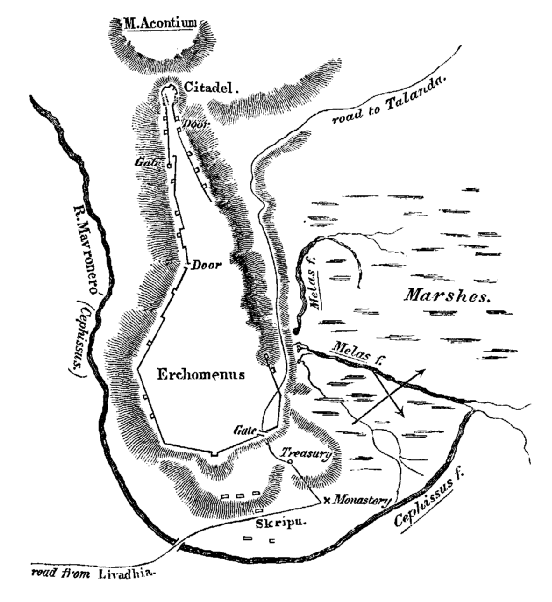
Kaart van Orchomenos uit 1835 door William Martin Leake

## Verder lezen
- H. Schliemann, Orchomenos. Bericht über meine Ausgrabungen im böotischen Orchomenos, Leipzig, 1881.[dode link]